# Henry Moore

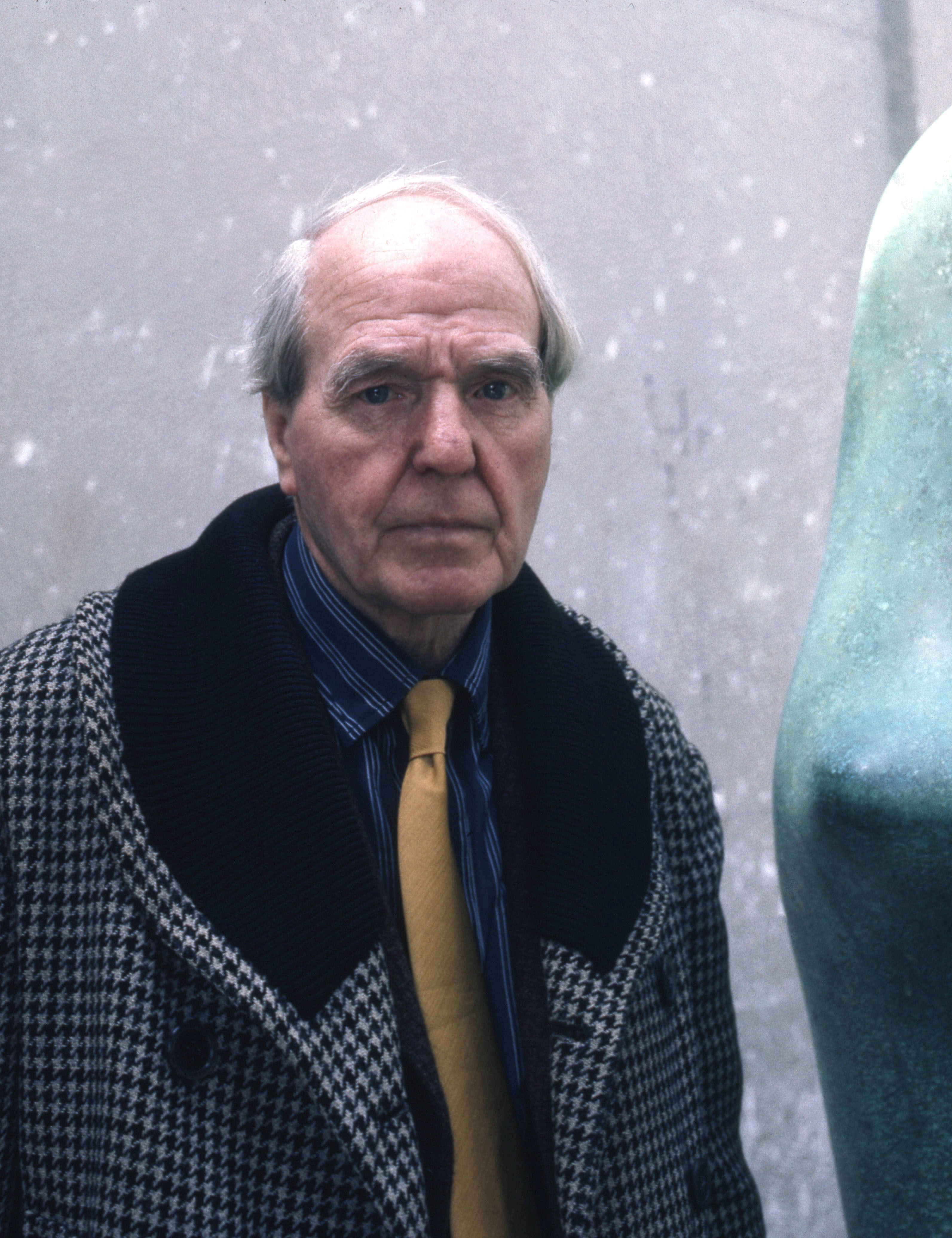
Henry Moore (Fotografie von Allan Warren, 1975)

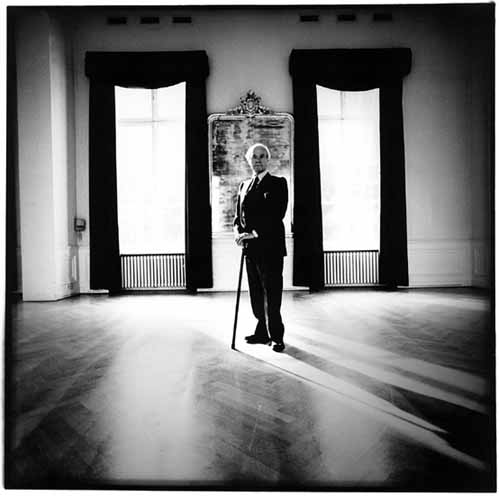
Henry Moore (gemeinfreie Fotografie von Lothar Wolleh, ohne Jahr)

Henry Moore (* 30. Juli 1898 in Castleford, Yorkshire; † 31. August 1986 in Much Hadham, Hertfordshire) war ein englischer Bildhauer und Zeichner.
Moore ist bekannt für seine großen, abstrakten Skulpturen, die weltweit ausgestellt sind. Die Arbeiten sind oft Abstraktionen des menschlichen Körpers, typischerweise als „Mutter und Kind“ oder als „ruhende Figur“.

## Leben

### Familie und Frühe Jahre
Moore wurde 1898 in Castleford im britischen West Yorkshire als siebtes von insgesamt acht Kindern des Ehepaares Raymond Spencer Moore und Mary Baker geboren. Sein Vater war Angestellter in einem Bergwerk und legte Wert auf eine gute Ausbildung seiner Kinder, um zu verhindern, dass eines seiner Kinder gleichfalls im Bergwerk arbeiten müsse.
Moore beschloss schon mit elf Jahren, Bildhauer zu werden. Mit Unterstützung seines Kunstlehrers begann er frühzeitig in Ton zu modellieren und Holz zu behauen. Seine Eltern waren gegen eine Karriere als Bildhauer, da dies für sie körperliche Arbeit war.
Im Jahre 1917, kurz nach seinem 18. Geburtstag, wurde Moore zum Militärdienst eingezogen. Er war der jüngste in seinem Regiment, den „Civil Service Rifles“ und nahm teil an der Schlacht von Cambrai, wo er während eines Gasangriffs verletzt wurde. Er erholte sich rasch, war aber für den Rest des Ersten Weltkrieges nicht mehr an aktiven Kämpfen beteiligt. Im Gegensatz zu den Erfahrungen vieler seiner Zeitgenossen erlitt Moore kein Trauma; Moore selber sagte über diese Zeit: „für mich verging der Krieg in einem romantischen Dunst mit dem Versuch ein Held zu sein (for me the war passed in a romantic haze of trying to be a hero)“.
Nach dem Krieg erhielt Moore als Kriegsteilnehmer ein Stipendium, um sein Studium fortzusetzen. 1919 wurde Moore der erste Student der Leeds School of Art, der Bildhauerei studieren wollte – seine Kunsthochschule musste für ihn als erstes ein geeignetes Atelier einrichten.

### Kunsthochschule
Moore lernte während seiner Zeit an der Leeds School of Art Barbara Hepworth kennen und begann mit ihr eine Freundschaft, die viele Jahre überdauern sollte. Durch Michael Sadler, den Vizekanzler an der Leeds School of Art wurde er frühzeitig mit den Bildhauerarbeiten afrikanischer Volksstämme konfrontiert.
1921 erhielt Moore ein Stipendium, um seine Ausbildung am Royal College of Art in London fortzusetzen, wo Hepworth seit einem Jahr bereits studierte. London bot ihm die Gelegenheit, sich weiter mit afrikanischen Arbeiten zu beschäftigen. Er verbrachte viel Zeit im Victoria and Albert Museum und dem Britischen Museum, um sich mit den Sammlungen dort auseinanderzusetzen.
Sowohl Moores als auch Hepworth frühe Arbeiten entsprechen dem traditionellen Kunstunterricht, bei dem sich vor allem Moore zunehmend unwohl fühlte. Angeregt durch die afrikanischen Skulpturen und unter dem Einfluss von Bildhauern wie Constantin Brâncuși, Jacob Epstein und Frank Dobson begann er direkt sein Material zu bearbeiten, Unregelmäßigkeiten des Materials und die Bearbeitungsspuren in seiner Bildhauerei einzubeziehen. Bei seinen Kunstprofessoren traf diese Arbeitsweise auf wenig Unterstützung. Eine von Derwent Wood, dem Professor für Bildhauerei am Royal College of Art, gestellte Aufgabe sah vor, das Marmorrelief „die Jungfrau mit dem Kind“ von Domenico Rosselli erst in Ton nachzuarbeiten und es dann durch eine mechanische Übertragungsmethode in Marmor abzubilden. Moore arbeitete das Modell direkt in Marmor nach und ahmte dabei sogar auf der Oberfläche die Merkmale nach, die die mechanische Übertragungsform hinterlassen hätte.
1924 wurde Moore mit einem sechsmonatigen Reisestipendium ausgezeichnet, das es ihm ermöglichte, in Norditalien die Arbeiten von Michelangelo, Giotto und anderen Meistern zu studieren. In den späteren Jahren erklärte Moore oft, vor allem die Begegnung mit Michelangelos Arbeiten habe ihn maßgeblich beeinflusst.

### Leben in Hampstead
Nach der Rückkehr nach London begann Moore selbst, am Royal College of Art zu unterrichten. Seine Unterrichtspflichten verlangten von ihm nur, zwei Tage pro Woche im College anwesend zu sein, so dass ihm ausreichend Zeit für seine eigenen Arbeiten zur Verfügung stand.
Im Juli 1929 heiratete er Irina Radetsky, eine Kunststudentin des Royal College of Art, die sich auf Malerei spezialisierte. Sie war am 26. März 1907 in Kiew als Tochter russisch-polnischer Eltern auf die Welt gekommen. Ihr Vater verschwand in den Wirren der Russischen Revolution, ihre Mutter floh nach Paris, wo sie wenig später einen britischen Offizier heiratete. Irina folgte ihr ein Jahr später und besuchte in Paris die Schule bis zu ihrem 16. Lebensjahr. Danach lebte sie bei Verwandten ihres Stiefvaters in Buckinghamshire. Irina, die von einer ruhigen und zurückhaltenden Wesensart war, war das von Moore bevorzugte Modell.
Kurz nach der Hochzeit bezogen Henry und Irina Moore ein Studio im Londoner Stadtteil Hampstead, wo sich bereits eine ganze Reihe von Künstlern angesiedelt hatten, die zur damaligen Avantgarde zählten. Kurz nach ihnen zog auch Barbara Hepworth mit ihrem Lebensgefährten und späterem Ehemann Ben Nicholson in ihre Nähe. Auch Naum Gabo und der Kunstkritiker Herbert Read lebten in der unmittelbaren Umgebung. Die Nähe zu Kollegen war für Henry Moore künstlerisch fruchtbar, und Read publizierte regelmäßig darüber, so dass Moore immer stärker von der britischen Öffentlichkeit wahrgenommen wurde.
In den frühen 1930er Jahren wurde Moore zum Leiter des Bildhauerei-Bereichs an der Chelsea School of Art berufen. Parallel zu den Arbeiten von Barbara Hepworth wurden auch Moores Arbeiten zunehmend abstrakter. Dazu trugen regelmäßige Reisen nach Paris bei, wo sie mit verschiedenen Künstlern wie beispielsweise Pablo Picasso, Georges Braque, Hans Arp und Alberto Giacometti zusammentrafen. Moore setzte sich auch mit dem Surrealismus auseinander und schloss sich 1933 Paul Nashs „Unit One Group“ an. Parallel dazu verzichtete Moore zunehmend darauf, direkt die Skulpturen zu bearbeiten und schuf die Vorlagen für seine Bronzeskulpturen in Ton oder Gips. 1936 war er an der Organisation der International Surrealist Exhibition in den New Burlington Galleries in London und mit Werken beteiligt.
Die Arbeiten Moores galten den deutschen Nazis als „entartet“, und 1937 wurden in der Aktion „Entartete Kunst“ nachweislich einige davon aus dem Museum für Kunst und Gewerbe Hamburg beschlagnahmt.

### Die Zeit des Zweiten Weltkriegs
Mit dem Ausbruch des Zweiten Weltkriegs endete diese innovative und produktive Phase in Moores Schaffen. Die Chelsea School of Art wurde nach Northampton verlegt und Moore gab seinen Lehrauftrag auf. Während der Kriegsjahre erhielt Moore Aufträge als War Artist – „Kriegskünstler“ und schuf vor allem kraftvolle Zeichnungen der Menschen, die während der Bombardements von London in der U-Bahn Schutz suchten. Diese Zeichnungen machten Moore international bekannt, vor allem in den USA.
Nachdem die Wohnung in Hampstead von einer Bombe getroffen worden war, zogen Moore und seine Frau Irina aus London in ein Bauernhaus namens „Hoglands“ im kleinen Dorf Perry Green in der Nähe von Much Hadham, Hertfordshire, wo sich heute der Skulpturenpark Henry Moore Sculpture Perry Green befindet. Dieses Haus blieb bis an sein Lebensende Moores Heimat. Obwohl er später zu beträchtlichem Wohlstand gelangte, hielt Moore es niemals für notwendig, in ein größeres Haus umzuziehen, und abgesehen davon, dass er eine Reihe von Werkstattgebäuden auf dem Grundstück rund um sein Haus errichtete, blieb das Haus unverändert.

### Internationale Anerkennung

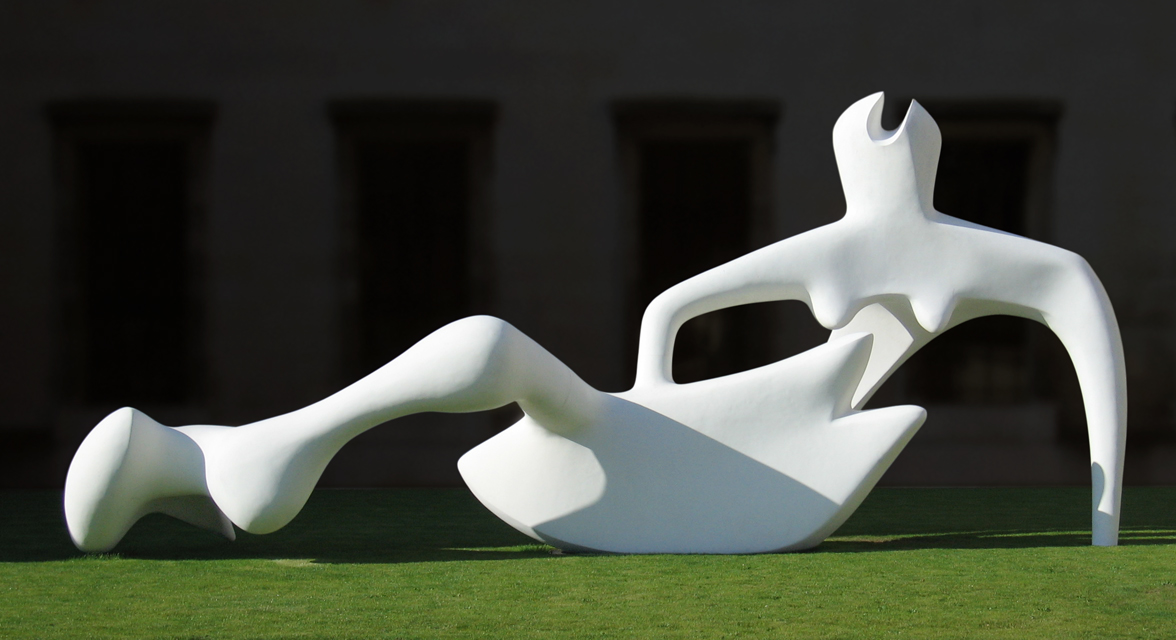
Reclining Figure (1951) von Henry Moore

Nachdem Irina Moore mehrere Fehlgeburten erlitten hatte, kam am 7. März 1946 ihre Tochter Mary zur Welt. Das Kind wurde nach Moores Mutter benannt, die einige Jahre zuvor verstorben war. Die Geburt der Tochter führte dazu, dass Moore eine Reihe von „Mutter und Kind“-Kompositionen schuf. Im selben Jahr besuchte Moore zum ersten Mal die USA. Das New Yorker Museum of Modern Art ehrte ihn mit einer großen Ausstellung, und 1948 erhielt er den International Sculpture Preis der Biennale von Venedig.
Bereits gegen Ende des Zweiten Weltkriegs war Moore von Henry Morris angesprochen worden, der das Bildungswesen durch die Einrichtung von Volkshochschulen (Village Colleges) reformieren wollte. Morris hatte Walter Gropius als Architekten für das geplante Volkshochschulgebäude in Impington gewonnen, und Moore sollte eine große Skulptur schaffen, die den Platz vor dem Gebäude schmücken sollte. Aus finanziellen Gründen konnten Gebäude und Skulptur nicht realisiert werden; Moore verwendete 1950 den Entwurf jedoch für eine ähnliche Auftragsarbeit. Für den Platz vor einer weiterführenden Schule in Stevenage schuf er eine „Family Group“ (Externer Link) – es war Moores erste öffentliche Großplastik.
Diesem Auftrag folgten zahlreiche weitere – unter anderem schuf er 1957 eine monumentale Skulptur für den Vorplatz des Unesco-Gebäudes in Paris. Aufgrund der zahlreichen öffentlichen Aufträge nahm das Format von Moores Arbeiten deutlich zu, und er begann mit einem Team von Assistenten zu arbeiten.

### 1957 bis 1986

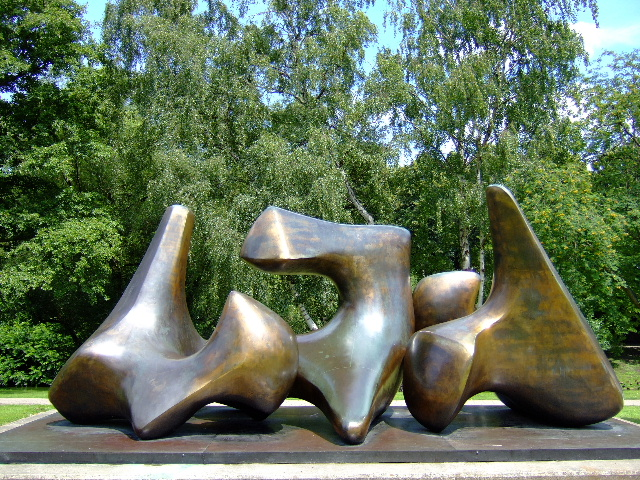
Wirbel (1968/1969) Münster

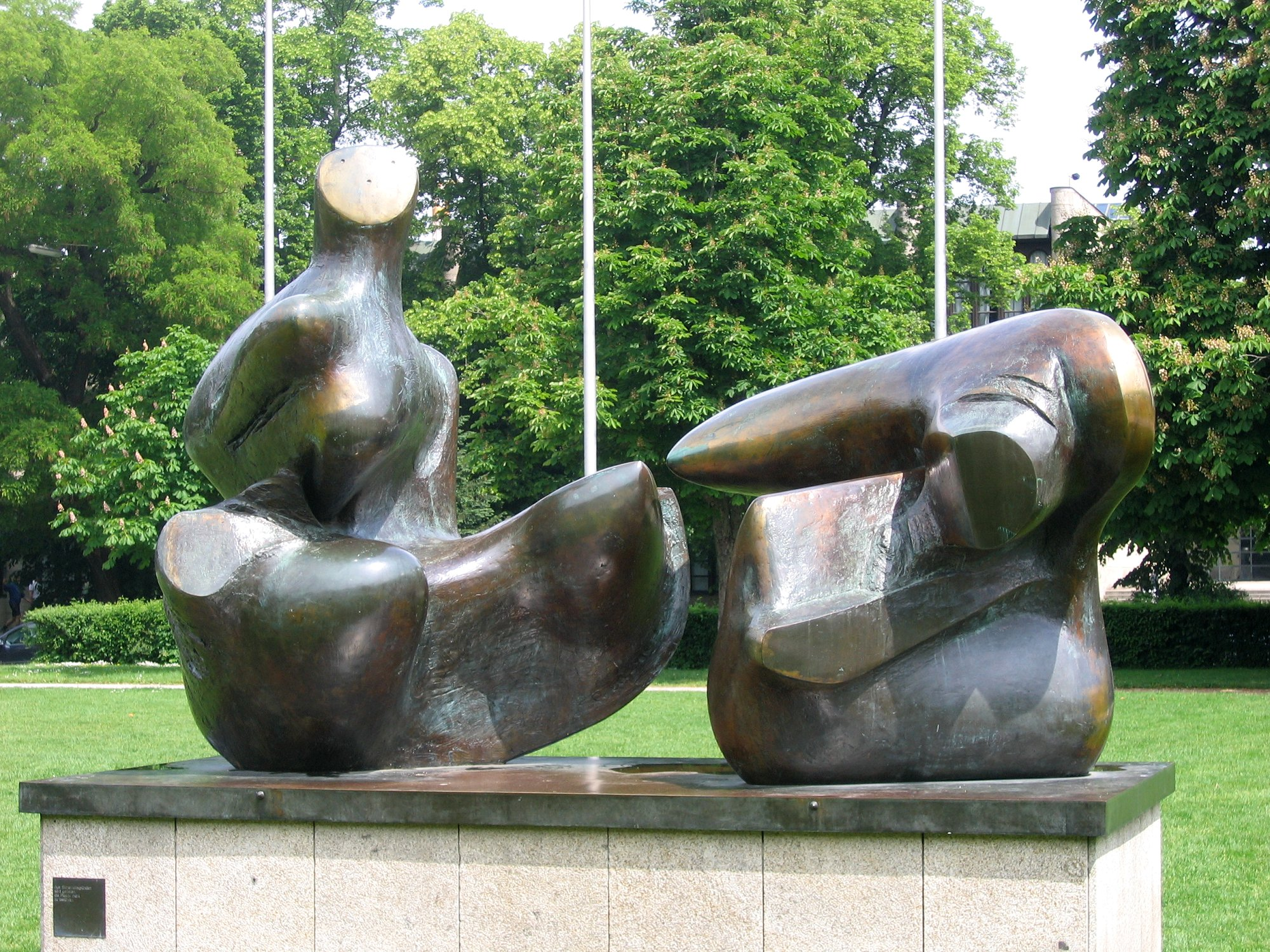
Die Liegende (1969) Neue Pinakothek München

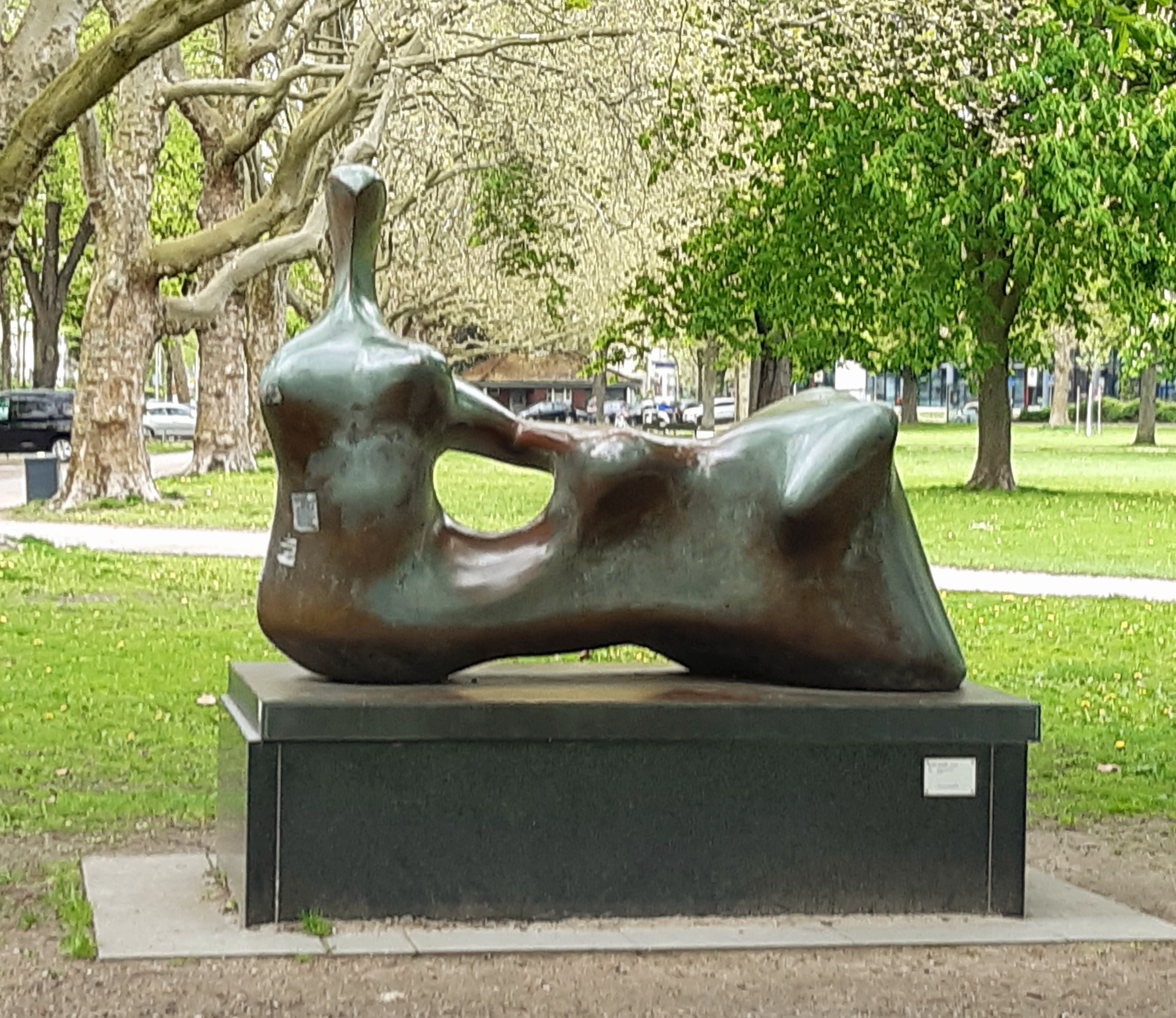
Reclining Figure: Hand (1979) Moorweide, Hamburg-Rotherbaum

Große Retrospektiven und große Auftragsarbeiten kennzeichneten seine Arbeit in der Zeit von 1957 bis 1986. Eine der berühmtesten Ausstellungen fand im Sommer 1972 auf dem Gelände des Forte di Belvedere in der Nähe von Florenz statt (Externer Link). Gegen Ende der 1970er Jahre wurden Arbeiten von Henry Moore in durchschnittlich vierzig Ausstellungen pro Jahr gezeigt.
Henry Moore war Teilnehmer der documenta 1 (1955), der documenta II (1959), der documenta III (1964) und auch der documenta 6 im Jahr 1977 in Kassel.
1961 wurde zum ersten Mal ein Werk von Moore in Berlin (West) aufgestellt, eine „Liegende“ von 1956, die im Hansaviertel vor der Akademie der Künste ihren Platz fand. Diese Aufstellung trug maßgeblich zur Anerkennung des Künstlers in Deutschland bei.
Henry Moore erhielt immer wieder öffentliche Aufträge für Großplastiken. 1962 schuf er die Skulptur „Knife Edge Two Piece“ für einen Platz in der Nähe des Palace of Westminster, London. Moore sagte dazu:
„Als man mir den Platz in der Nähe des „House of Lords“ zeigte, mochte ich ihn so sehr, dass ich mir den alternativen Ort im Hyde Park gar nicht erst ansah, eine einsame Skulptur in einem großen Park kann verloren aussehen. Der Platz vor dem House of Lords ist dagegen ganz anders. In direkter Nachbarschaft ist ein Pfad, auf dem Leute vorbeikommen, und es gibt die Möglichkeit, dass sie sich hinsetzen und die Skulptur betrachten können.“
Moore war aufgrund der zahlreichen Aufträge zu beträchtlichem Wohlstand gekommen, und er machte sich zunehmend Sorge um seine Hinterlassenschaft. Mit Unterstützung seiner Tochter Mary gründete er 1972 den „Henry Moore Trust“, der verhindern sollte, dass auf seine Nachlassenschaft eine zu hohe Erbschaftsteuer zu zahlen sei. 1977 war sein Einkommen so beträchtlich, dass er 97 Prozent davon, etwa eine Million Pfund, als Steuer abzuführen hatte. Um diese Steuerlast etwas zu reduzieren, gründete er 1977 die „Henry Moore Foundation“ als gemeinnützige Stiftung. Irene und Mary Moore wurden als Stiftungsratsmitglieder eingesetzt. Das Ziel der Stiftung war es, die öffentliche Wahrnehmung der Kunst zu fördern und Moores Skulpturen zu erhalten. Heute unterhält die Stiftung das Farmhaus Hogland als Galerie und Museum.
In Deutschland wurde Moore einer breiteren Öffentlichkeit bekannt, als der erste Hausherr Helmut Schmidt des Bonner Bundeskanzleramts 1979 dort die Skulptur Large Two Forms (gegossen von der Kunstgießerei Hermann Noack) von Henry Moore aufstellen ließ.

### Politik
Moore bekannte sich zeitlebens zum Sozialismus und war Mitglied des Artists Refugee Committee.

## Kennzeichen seiner Arbeiten
- „Wahrhaftigkeit dem Material gegenüber“ (eine Steinskulptur muss nach Moore redlich dem Stein gleichen; sie aussehen zu lassen wie ein Wesen aus Fleisch und Blut, ist Taschenspielerei),
- „volle dreidimensionale Verwirklichung“ der plastischen Idee,
- „Beobachtung von Gegenständen der Natur“ und
- „Vitalität und Kraft des Ausdrucks“

In seinen Werken stand stets das Bild des Menschen im Mittelpunkt.
Seine Formen und Motive künden unbewusst von der Situation des Menschen heute, spiegeln den Zeitgeist unserer Epoche wider.
Seine Fähigkeit, dem Humanismus in unserer Zeit neue Ausdrucksformen zu eröffnen, hat die Bildhauerei des 20. Jahrhunderts entscheidend geprägt.

## Öffentliche Ehrungen
Die Erhebung in den britischen Adel lehnte Moore 1951 ab. 1955 wurde er jedoch als Companion of Honour ausgezeichnet und 1963 in den Order of Merit aufgenommen. Ebenfalls 1963 wurde er mit einem internationalen Antonio-Feltrinelli-Preis ausgezeichnet. Seit 1961 war er Ehrenmitglied der American Academy of Arts and Letters. 1966 wurde er Mitglied (Fellow) der British Academy. 1972 wurde er als auswärtiges Mitglied in die Académie des Beaux-Arts und 1975 als assoziiertes Mitglied in die Académie royale des Sciences, des Lettres et des Beaux-Arts de Belgique aufgenommen. 1978 erhielt er das Österreichische Ehrenzeichen für Wissenschaft und Kunst. 1980 wurde er in die American Philosophical Society aufgenommen. Nach seinem Tod am 31. August 1986 wurde seine Asche in der Krypta der St Paul’s Cathedral in London beerdigt.

## Ständige Ausstellungen
Moores Skulpturen und Zeichnungen werden in zahlreichen Kunstmuseen der Welt ausgestellt. Nennenswerte Sammlungen seiner Arbeiten befinden sich in folgenden Kunstsammlungen:
- Henry Moore Foundation (Externer Link), Much Hadham, Hampshire, UK
- Henry Moore Institute, Leeds, UK
- Tate Gallery, London, UK[8]
- Art Gallery of Ontario, Toronto, Kanada
- Yorkshire Sculpture Park, in der Nähe von Leeds, UK
- Louisiana Museum of Modern Art, am Öresund nördlich von Kopenhagen

## Ausstellungen
- 2017: Henry Moore. Impuls für Europa. LWL-Museum für Kunst und Kultur, Münster
- 2017/18: Henry Moore. Vision. Creation. Obsession, Arp Museum Bahnhof Rolandseck, Remagen

## Kunstdiebstahl
Großes Aufsehen verursachte der Diebstahl von Henry Moores Plastik „Reclining Figure“, Werkskatalognummer LH608, die am 15. Dezember 2005 vor laufenden Überwachungskameras knapp nach 21 Uhr auf dem Gelände der Henry-Moore-Stiftung in Perry Green auf einen gestohlenen Tieflader verladen und abtransportiert wurde. Die Plastik ist seither nicht wieder aufgetaucht. Bei Scotland Yard vermutet man, dass das 2,1 Tonnen schwere Kunstwerk wegen seines Materialwerts gestohlen und eingeschmolzen wurde. Der Materialwert der Bronzeplastik liegt mit rund 7.500 Euro allerdings weit unter dem auf dem Kunstmarkt zu erzielenden Preis von 4,4 Millionen Euro.
Der Raub wurde vom deutschen Künstler Fritz Balthaus in seinem Werk Pure Moore verarbeitet.

## Galerie

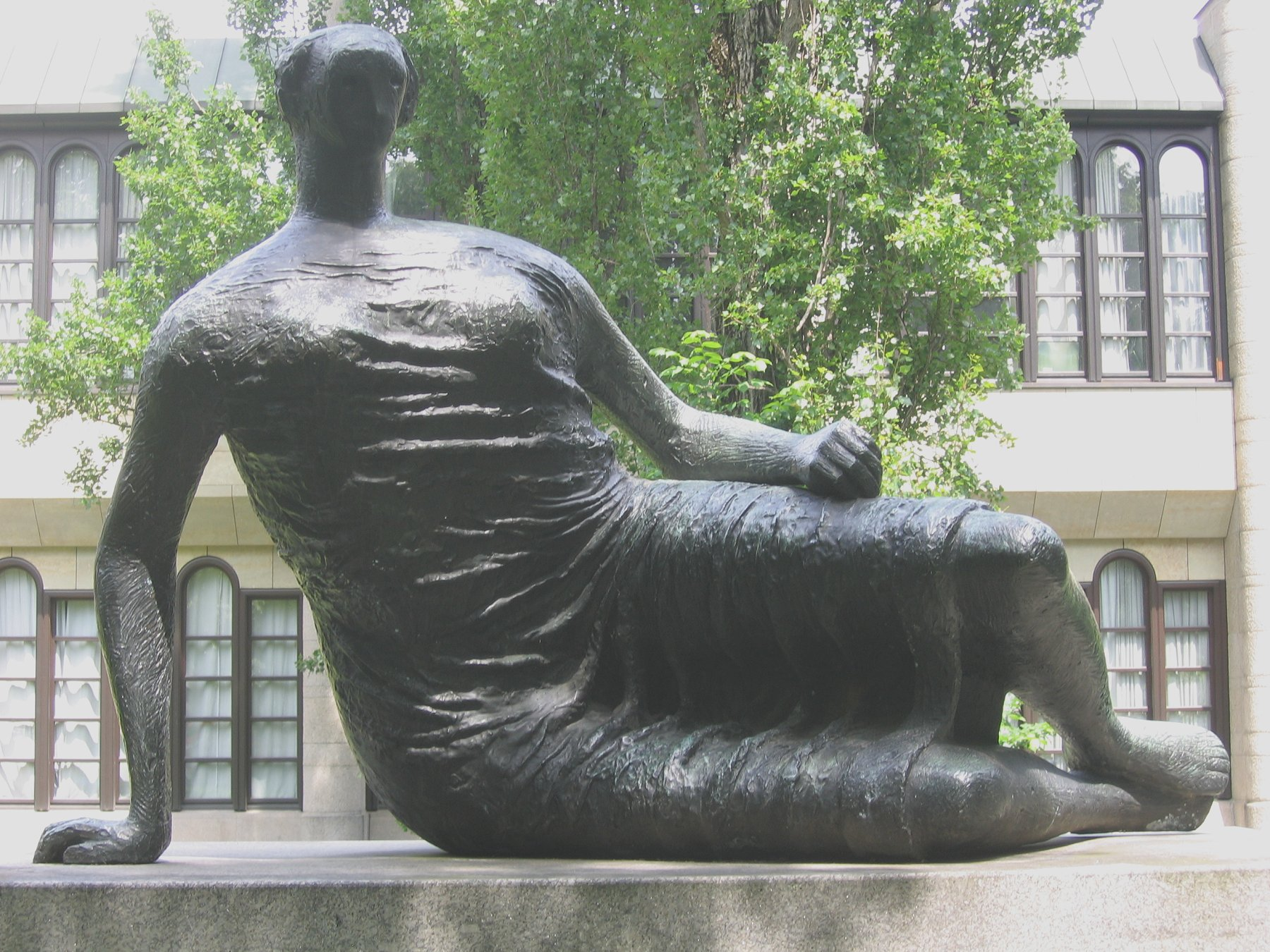
Große Liegende (1957) – vor der Neuen Pinakothek in München
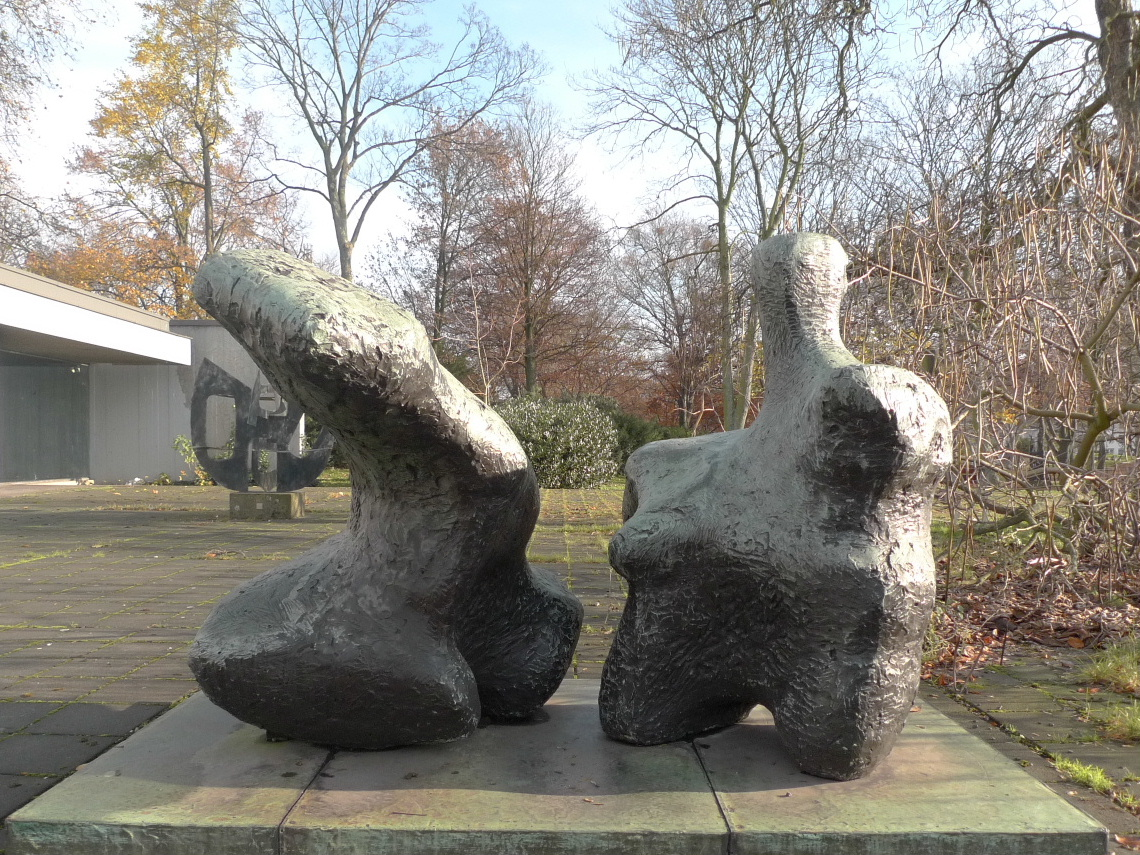
Zurückgelehnte Figur (1959) – Duisburg – Kant-Park
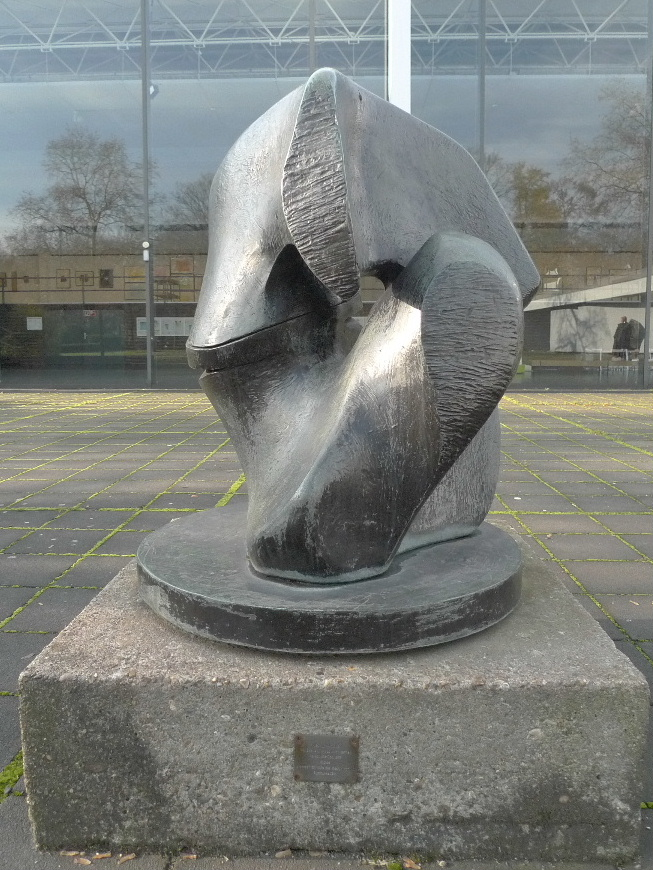
Verschlußstück (1962) – Duisburg – Kant-Park
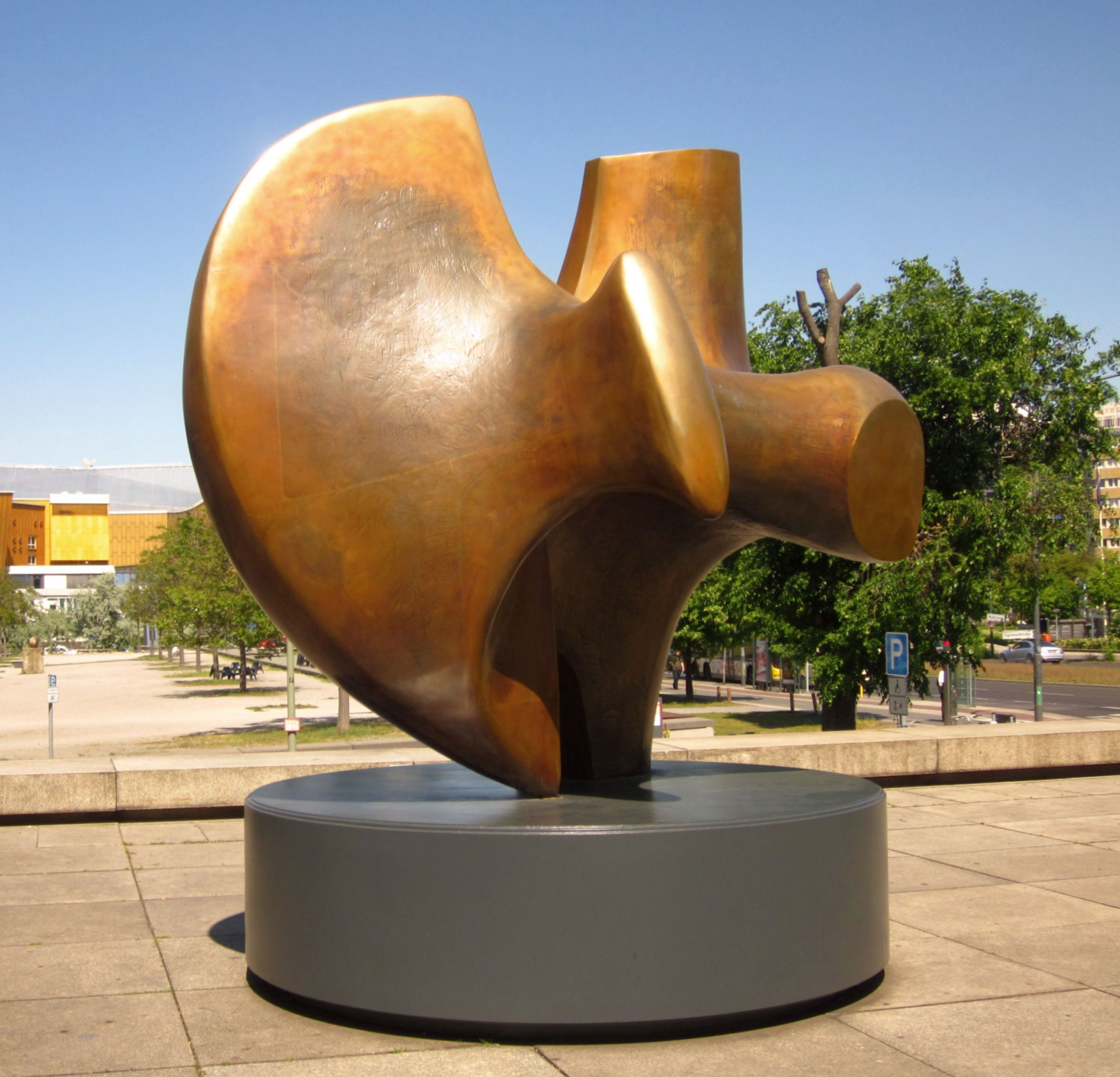
Three Way Piece No. 2: Archer (Bogenschütze) (1968) – Neue Nationalgalerie, Berlin
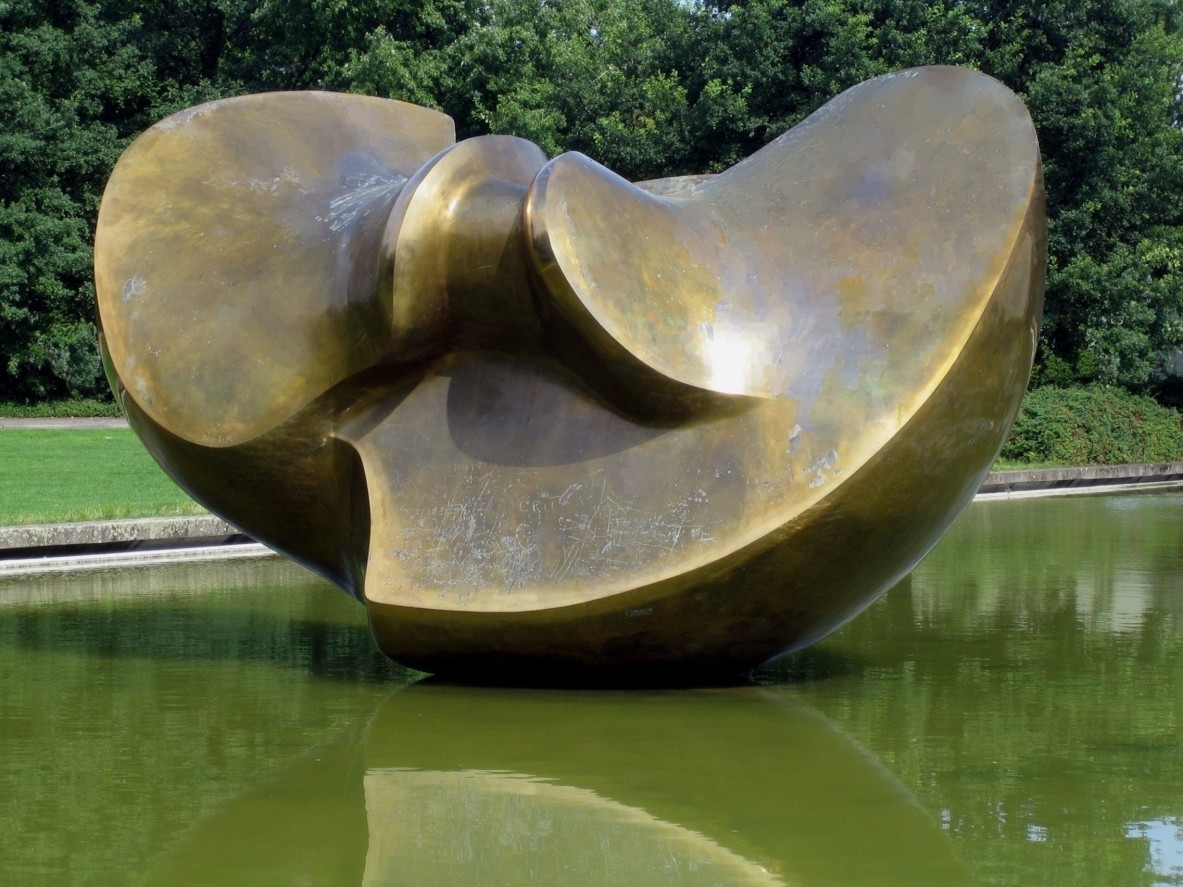
Large Divided Oval: Butterfly (Schmetterling) (1987) – Kongresshalle, Berlin
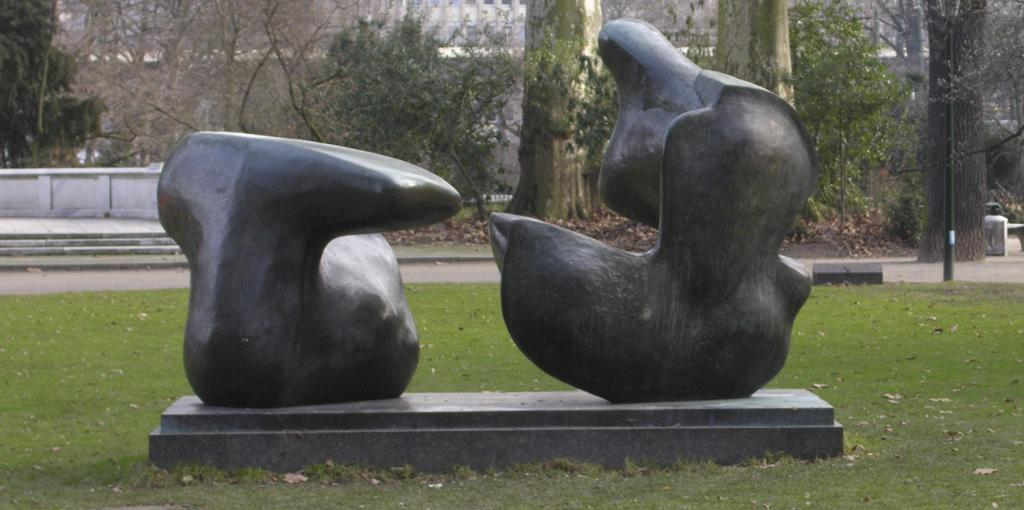
Liegende Figur in zwei Teilen (1969) – Düsseldorf – Hofgarten
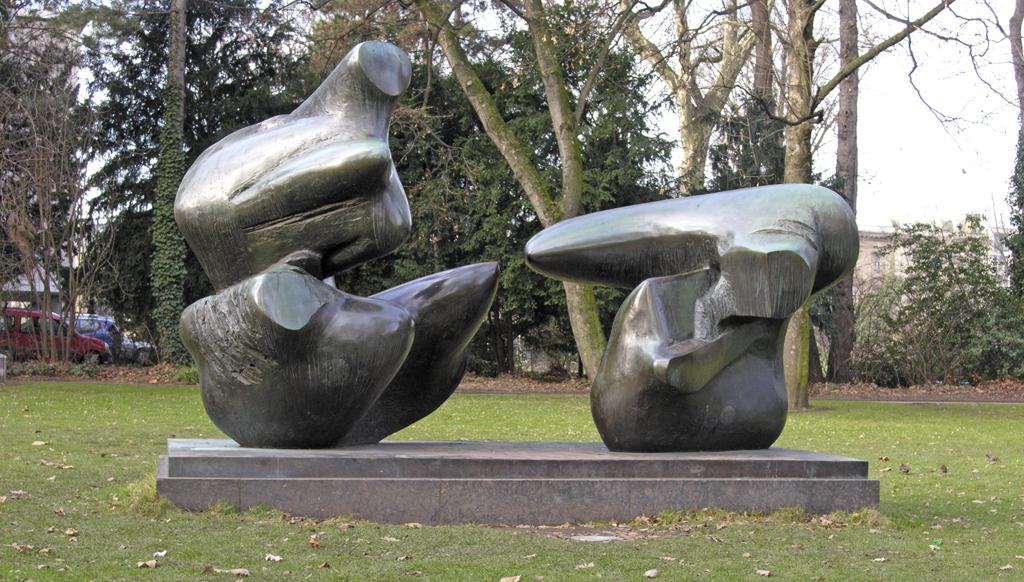
Liegende Figur in zwei Teilen (1969) – Düsseldorf – Hofgarten
Oval with Points (1971) – Princeton University
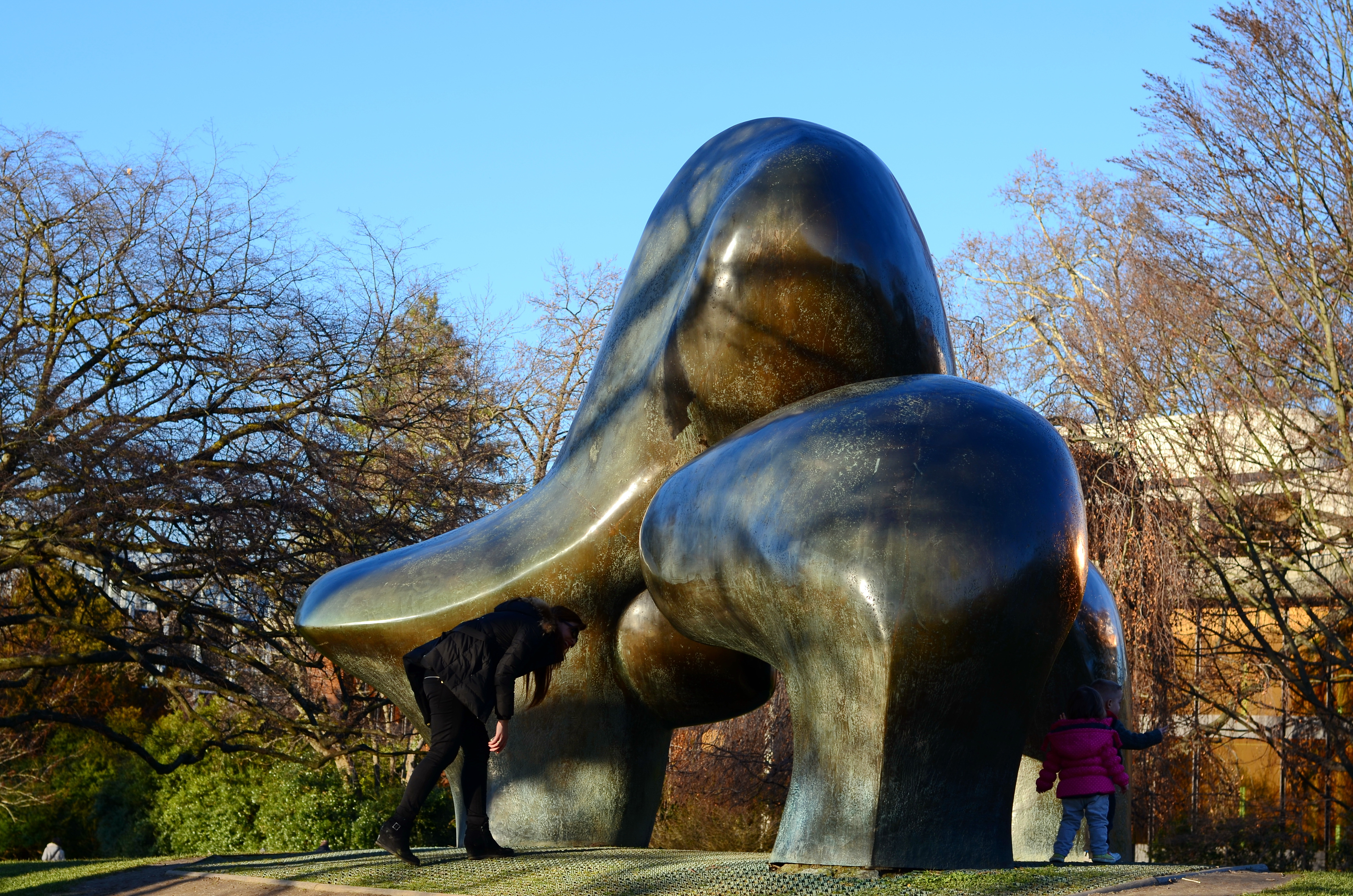
Sheep Piece (1971–72), Zürich, Seefeldquai
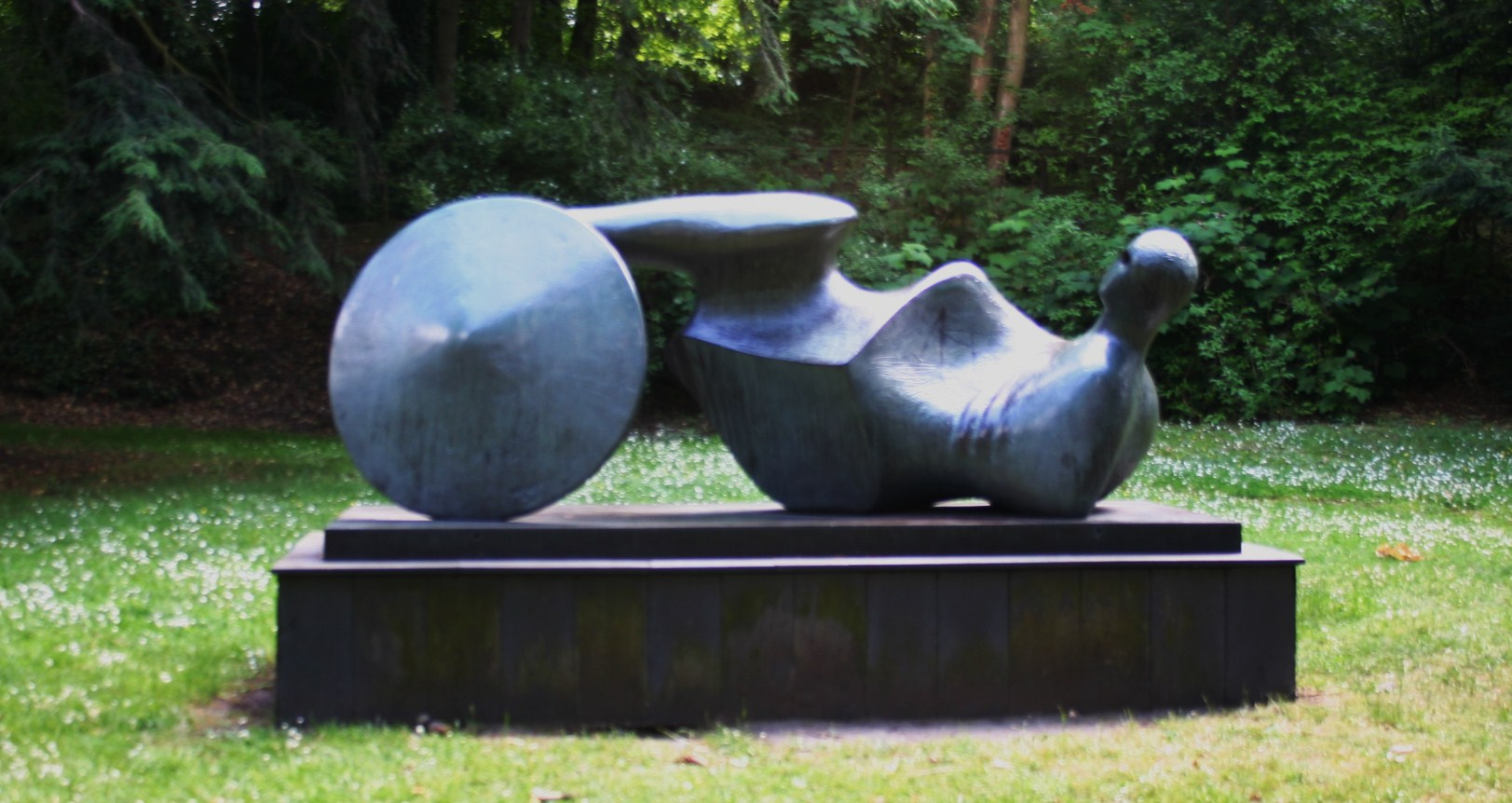
Der Goslarer Krieger (1975) – Goslar, Kaiserpfalz
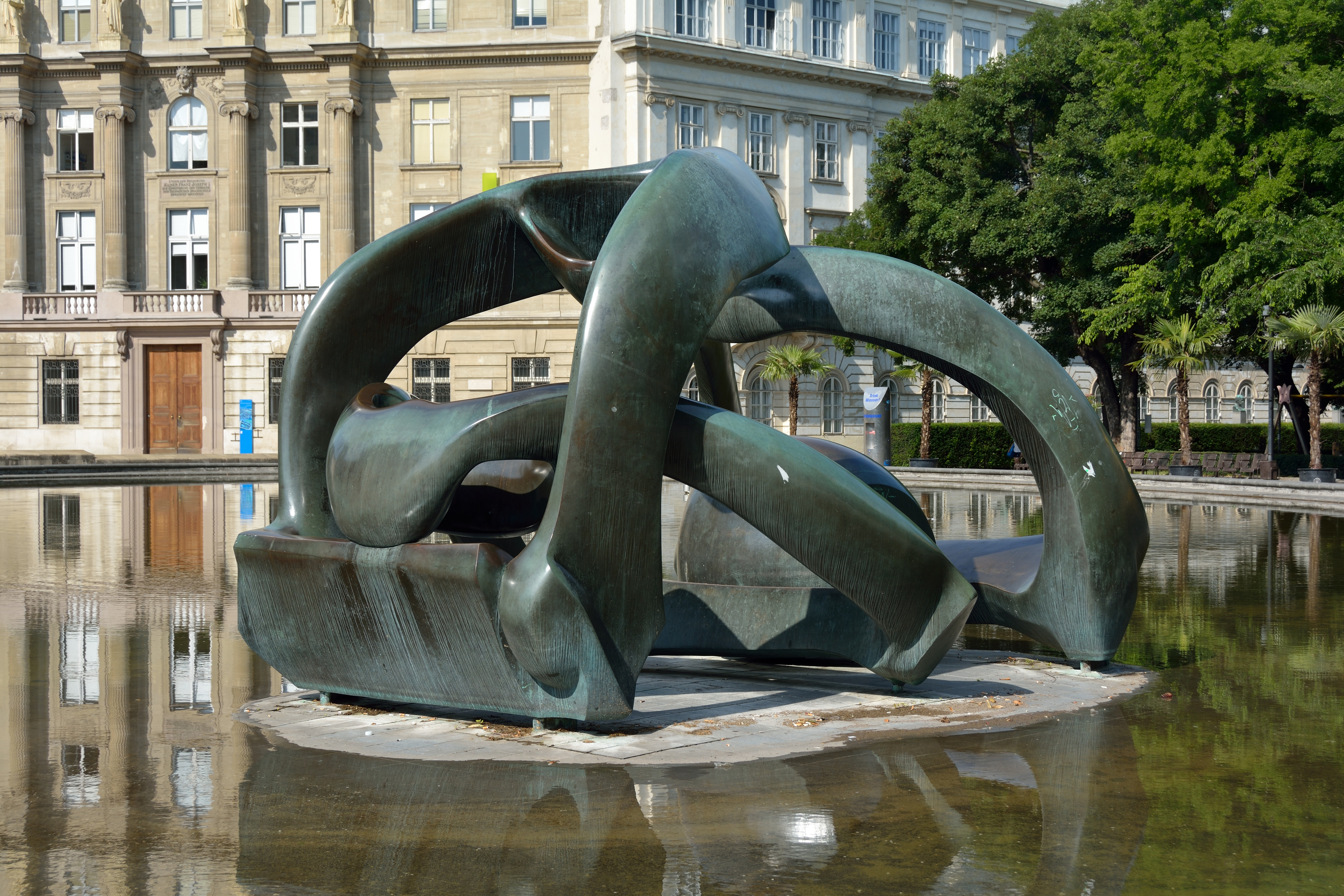
Hill Arches (1973), Karlsplatz, Wien

## Schriften
- Henry Moore: Über die Plastik. Ein Bildhauer sieht seine Kunst. Piper, München 1972, ISBN 3-492-01909-9.